# Cerapachys manni
Cerapachys manni é uma espécie de formiga do gênero Cerapachys.